# Velomuseum Rehetobel
Das Velomuseum in Rehetobel im Kanton Appenzell Ausserrhoden zeigt Fahrräder ab der ersten Hälfte des 19. Jahrhunderts bis in die Gegenwart.

## Geschichte
Im Jahr 1994 beschlossen François Cauderay und Hansueli Zuberbühler, ihre privaten Velosammlungen zusammenzulegen und sie öffentlich zu zeigen. Anlass dazu hatte die 17. Internationale Veloveteranen-Rally gegeben, die 1997 in Appenzell ausgetragen wurde und zu der das Museum Appenzell eine Ausstellung mit historischen Fahrrädern plante. Im Vorfeld dieses grossen internationalen Anlasses wurden der Old Bicycle Fanclub und das Velomuseum «Im Gaden» an der Holderenstrasse in Rehetobel gegründet. Die Sammlung mit Exemplaren von der Erfindung des Velozipeds bis heute wurde laufend ergänzt. Auch Zubehör gehört dazu, denn die Ausstellungsstücke sollen fahrbar gehalten werden.
2012 wurde dem Museum gekündigt, weil der Gaden abgerissen werden sollte. 2013 zog das Velomuseum ins alte Feuerwehrhaus an der Heidenerstrasse ein. Dort standen neu drei Stockwerke zur Verfügung: Im Untergeschoss wurde ein begehbares Lager eingerichtet, im Parterre ein Empfangsbereich, im Obergeschoss die Ausstellung. Im selben Jahr gab François Cauderay zusammen mit dem Fotografen Fritz Heinze das Buch Das Velo – eine Erfolgsgeschichte der Fortbewegung heraus, das die Geschichte des Fahrrads entlang von besonderen Ausstellungsstücken erzählt. 2018 übernahm das Velomuseum die Sammlung Karl Reichmuth, Richterswil, mit rund 70 Rennvelos von namhaften Radrennfahrern. Darunter war auch das Velo, mit dem Beat Breu 1982 sowohl an der Tour de Suisse als auch an der Tour de France eine Etappe gewonnen hatte. Mit der Sammlung Reichmuth akzentuierten sich die Platzprobleme, und man hoffte darauf, das gesamte Feuerwehrhaus nutzen zu können.
2019 wurde die Genossenschaft «Kultur im Sprötzehuus» gegründet mit dem Zweck, den Betrieb des Velomuseums sicherzustellen und kulturelle Aktivitäten zu fördern. Sie kaufte der Gemeinde Rehetobel das Feuerwehrhaus ab. In der Folge wurde dieses umgebaut: Im Erdgeschoss gibt es nun einen grösseren Raum für kulturelle Veranstaltungen, ausserdem wurden eine Toilette und ein Servicemöbel eingebaut. Das Velomuseum ist seitdem Mieterin im «Sprötzehuus», Neueröffnung war 2021.
Das Velomuseum leiht die historischen Fahrräder auch für Ausstellungen aus – 2018 zum Beispiel an das Landesmuseum –, es beteiligt sich an Umzügen wie dem Biedermeier-Fest in Heiden oder dem Sechseläuten in Zürich. Ausserdem nimmt das Velomuseum an Ausfahrten und an nationalen und internationalen Treffen historischer Fahrräder wie zum Beispiel an der Velocipediade an wechselnden Orten in Deutschland oder der Tour D’Alba in Vorarlberg teil. Das Museum ist zudem ein Kompetenzzentrum für die Schweizer Velogeschichte. Es sammelt Literatur und recherchiert Wissen über Schweizer Velos und Velomarken.

## Gebäude
Das Feuerwehrhaus wurde 1874 errichtet. Ab 2013 konnte das Velomuseum das leerstehende Gebäude nutzen. In den Jahren 2020–2021 hat die Genossenschaft «Kultur im Sprötzehuus» das Haus saniert und umgebaut: Fenster und Böden wurden erneuert, sanitäre Anlagen eingebaut, die Räumlichkeiten für die Ausstellung hergerichtet und eine Schiebetür zum neuen Veranstaltungssaal eingepasst, die Fassade wurde frisch gestrichen und mit einem Schriftzug versehen.

## Sammlung
Das Velomuseum Rehetobel sammelt Fahrräder seit ihrer Erfindung 1817 bis heute. Es besitzt etwa 400 Velos, die Sammlung wird laufend erweitert. Dazu kommen Velozubehör und Ersatzteile, Velokleidung und Accessoires wie Vereinsinsignien. Die Sammlung ist ein Kulturgut von regionaler Bedeutung.

### Dauerausstellung

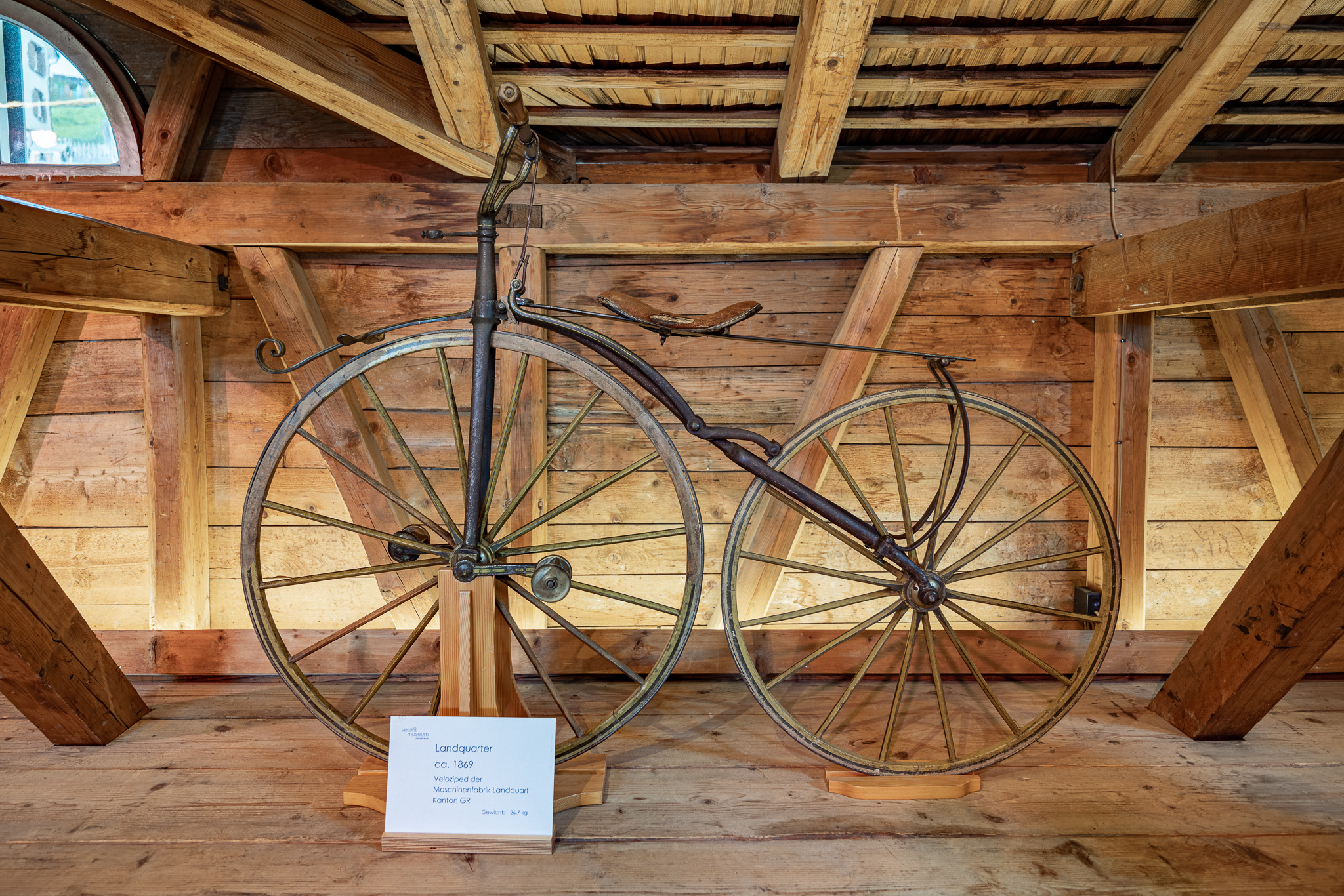
Das Veloziped Landquarter von ca. 1869

Die Ausstellung im Obergeschoss dokumentiert den Werdegang des Velos vom ersten Veloziped über die Hochräder bis zu den Rennvelos der Neuzeit. Die technische Entwicklung lässt sich zum Beispiel an Felgen und Rädern beobachten: vom eisenbereiften Holzrad über die Vollgummiräder bis zum heutigen Luftschlauch. Oder auch von der Kurbel direkt am Rad bis hin zur Übersetzung mit Kette und Gangschaltung. Das Museum zeigt Highlights der Entwicklungsgeschichte, besonders ästhetische Fahrräder, Kuriosa und Raritäten. In Schränken, Vitrinen und Schubladen sind Einzelteile wie Beleuchtungssysteme, Veloglocken und -schlüssel, Griffe aus Holz, Horn oder Bakelit, Steuerkopfschilder und Schutzblechfiguren, Trophäen und Medaillen, Wimpel und vieles mehr zu entdecken.
Ergänzend zur Ausstellung im Obergeschoss gibt es im Keller ein dicht gefülltes begehbares Lager mit einem grossen Fundus für Velobegeisterte aus Generationen von Fahrrädern für Kinder und Erwachsene sowie Einzelstücken von Bastlern. Im Untergeschoss befindet sich auch die Werkstatt für die Instandhaltung der Velos.

### Sonderausstellungen
In der Regel wird pro Jahr eine Sonderausstellung eingerichtet. 2017 feierte man zum Beispiel 200 Jahre Draisine. Die Laufmaschine von Karl von Drais gilt als die Erfindung des Velos. 2018 ging es um das Holz am Velo. Das nicht gerade velotypische Material wurde einst für Räder und Felgen, Sitze und Rahmen verwendet; heute wird wieder mit Holzfelgen experimentiert. 2021 widmete sich die Sonderausstellung «Gesellig radeln» den Veloclubs, von denen heute viele nicht mehr existieren.

## Spezielle Exponate
- Veloziped Landquart: Das Tretkurbelrad aus der Maschinenfabrik Landquart mit eisenbereiften Holzrädern datiert von etwa 1869 und ist eines der ersten Schweizer Fahrräder. Als Konstrukteur gilt der polnische Ingenieur Stanislas Alexi Ziembinski, der nach seinem Maschinenbaustudium in Winterthur für «Landquart» arbeitete und wohl an der Weltausstellung Paris 1867 von den Velozipeden von Pierre Michaux inspiriert wurde.
- The Royal Sociable Salvo ist ein Dreirad von Starley Brothers aus dem Jahr 1882. Es verfügt über zwei Sitze nebeneinander und richtete sich an ältere Herrschaften und Damen. Die zwei grossen Hinterräder sind beide angetrieben und mit einem Differential ausgestattet.
- Rudge-Hochrad: Es wurde ca. 1886 von der Firme «Rudge Cycle Co. Ltd.» in Coventry (GB) gebaut. Das 52 Zoll grosse Hochrad ist einem guten Originalzustand. Es wurde nie restauriert, Lack und Nickel, Zierlinien und Wasserschiebebild sind bemerkenswert gut erhalten.
- Andrews-Hochrad: Es wurde ca. 1888 von «Victoria Works» in Birmingham (GB) gebaut. Das Vorderrad hat einen Durchmesser von 56 Zoll. Zum Aufsteigen sind am Rahmen versetzt zwei Tritte angebracht. Zum Fahren braucht es lange Beine, die Kurbeln sind kurz.
- Das Rappa-Rad aus dem Jahr 1937 gilt als Meilenstein in der Schweizer Fahrradgeschichte, weil es als erstes über eine Viergang-Getriebeschaltung im Tretlager verfügte. Das Rappa-Getriebe mit zwei oder vier Übersetzungen entwickelte der Mechaniker und Erfinder Albert Hofer in Rapperswil.

## Bilder

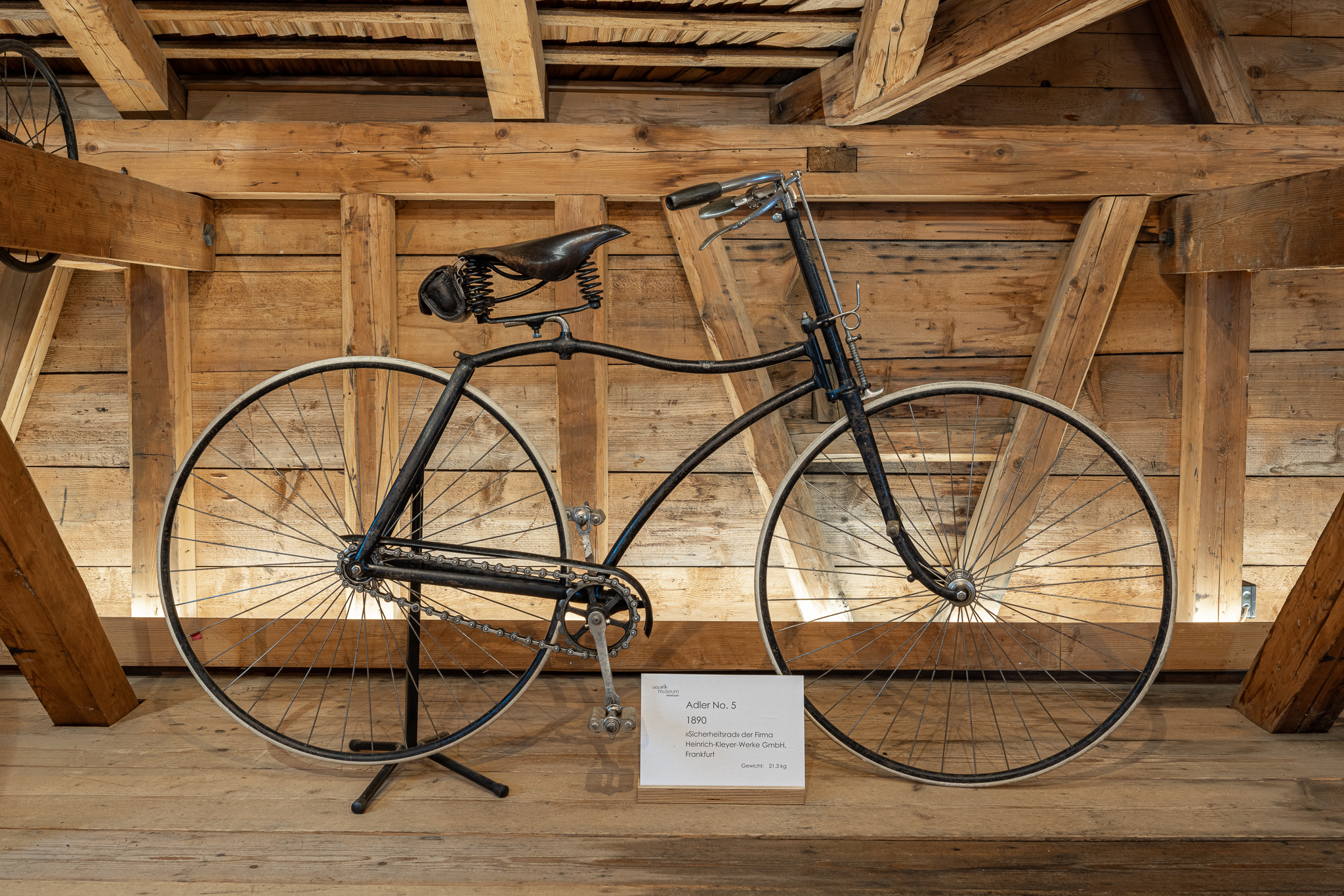
Das «Adler No. 5» war 1890/1891 eines der ersten Niederräder auf dem Kontinent
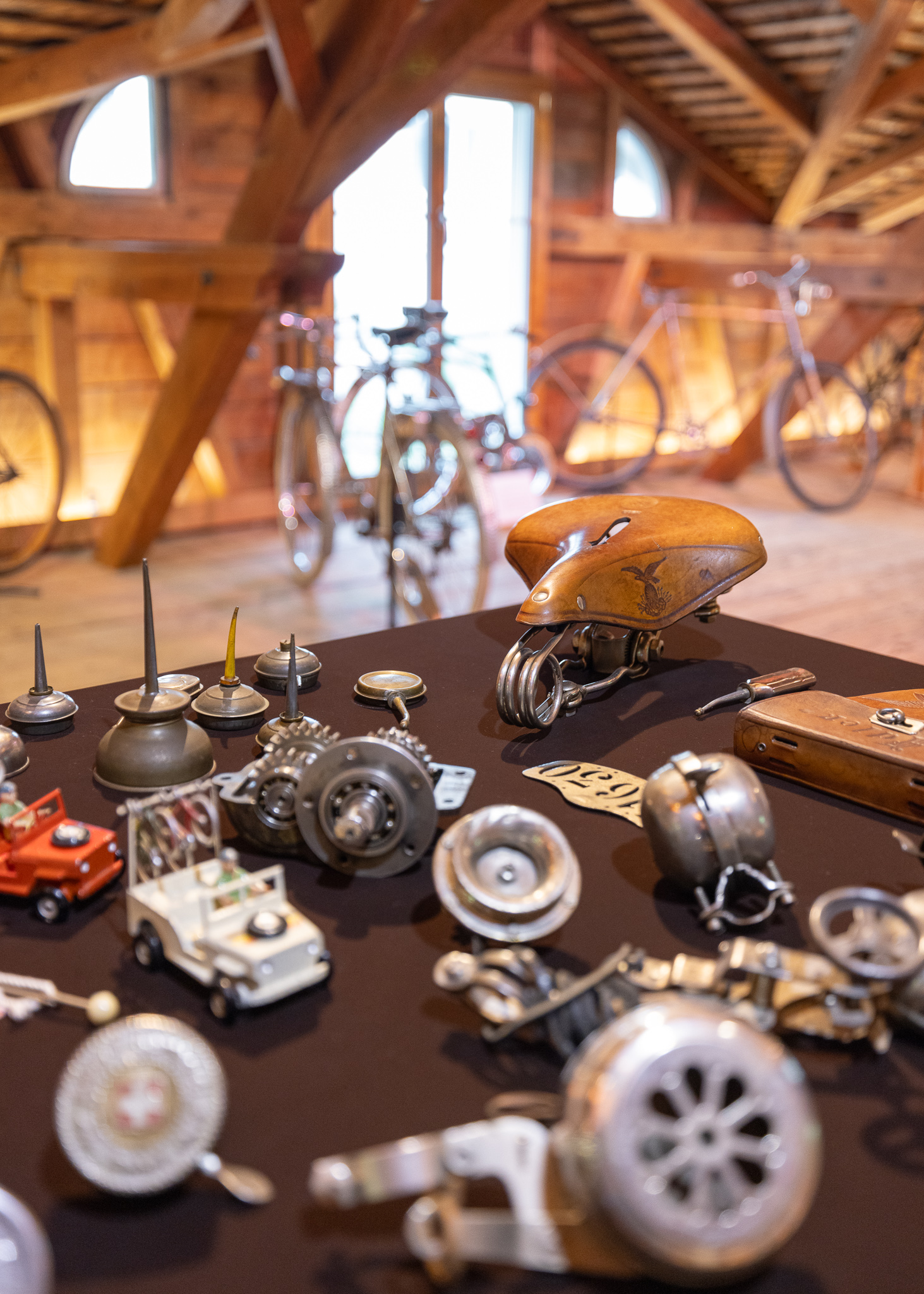
Das Velomuseum sammelt auch Zubehör wie Klingeln oder Sättel
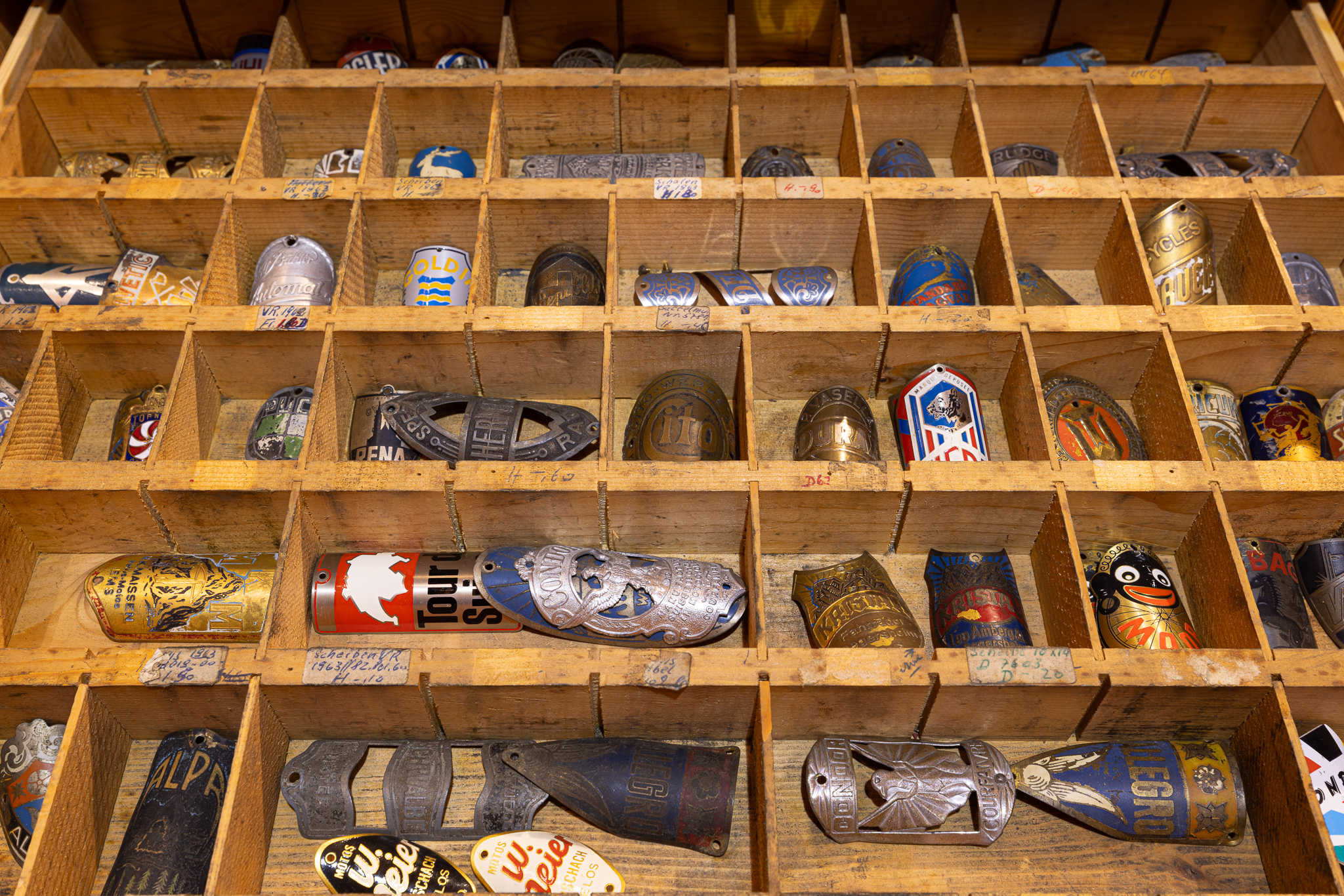
Die Steuerkopfschilder dokumentieren die Velogeschichte der Schweiz
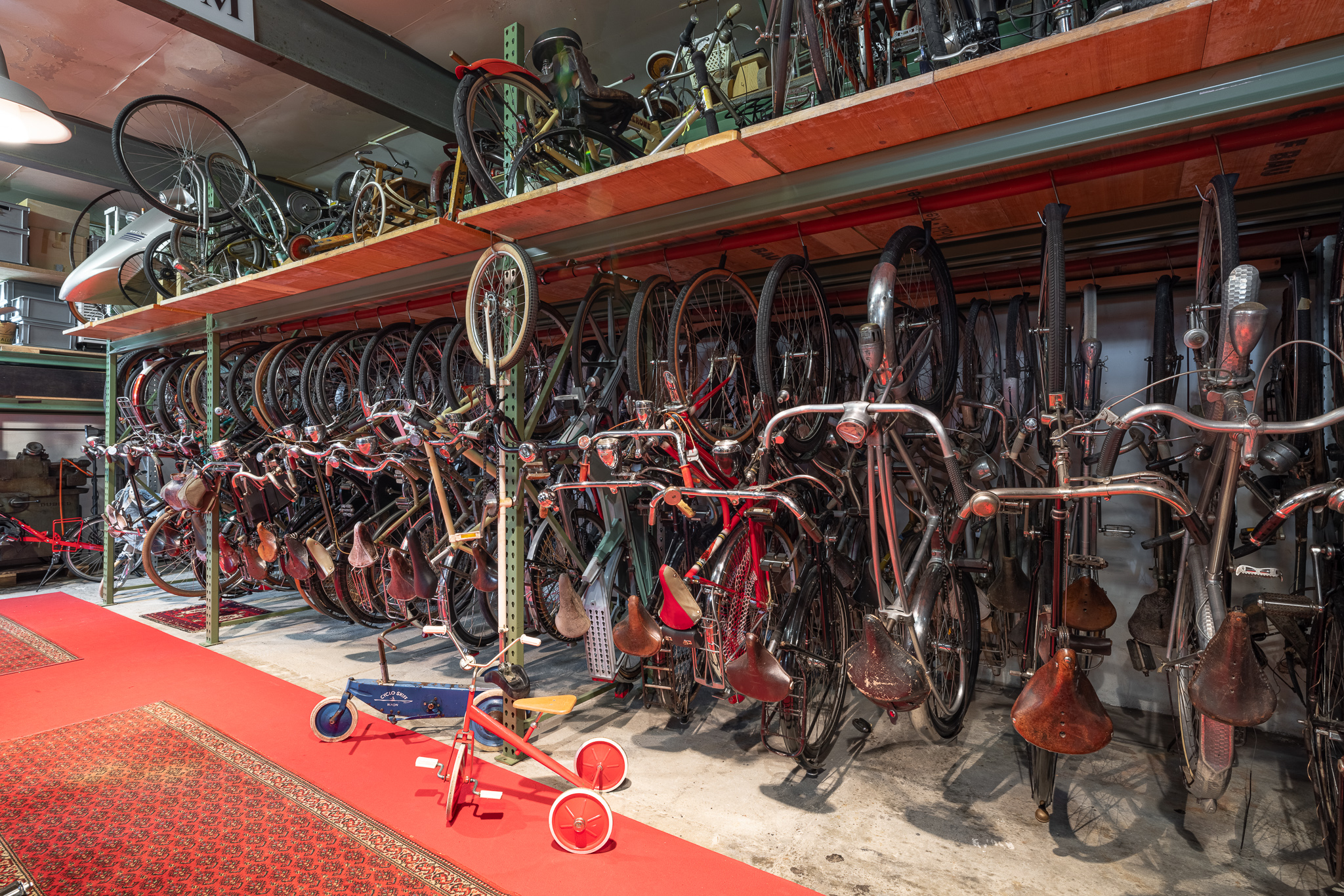
Das begehbare Lager im Untergeschoss mit dem grossen Fundus an Fahrrädern
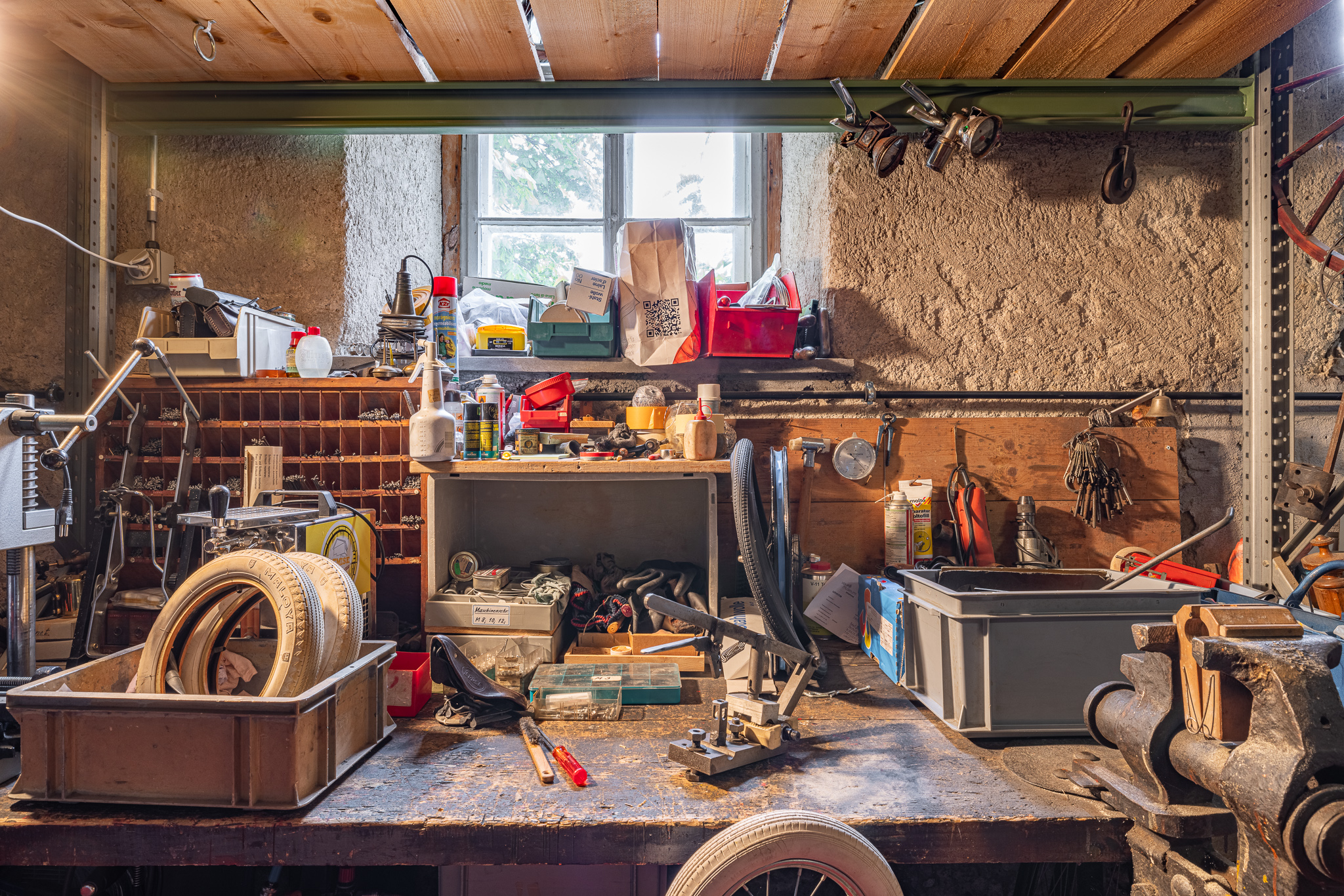
Das Velomuseum restauriert und repariert in der eigenen Werkstatt die Sammlungsstücke, um sie fahrbar zu halten

Die Velos im Museum werden so weit wie möglich fahrtüchtig gehalten, und einige können unter fachkundiger Anleitung im Rahmen eines Museumsbesuchs auf einer Probefahrt getestet werden. Zudem werden Führungen für Gruppen (auch Kinder und Jugendliche) angeboten.

## Trägerschaft
Der Old Bicycle Fanclub aus der Gründerzeit wurde 2023 in den neu gegründeten Verein Velomuseum Rehetobel integriert. Dieser betreibt das Museum, unterhält die Velos und plant Reisen zu Velotreffen. Er organisiert auch einen Flohmarkt und andere Aktivitäten für das Fundraising.